# Air-Informations
Air-Informations est une revue d’aviation mensuelle suisse apparue en 1961.

## Généralités
Air-Informations était une revue d’aviation apparue pour la première fois au mois de janvier 1961. Sous-titrée Toute l'Aviation pour tous, cette revue est éditée par Éditeurs Réunis S.A. à Genève, en Suisse. Son rédacteur-responsable a pour nom Gilbert R. Jaques.
Elle adopte un format de 150mm par 210mm pour 32 pages. Son tirage s’établit à 15 000 exemplaires